# Ekspandirana pluta

## SPLOŠNO O EKSPANDIRANI PLUTI
Ekspandirana pluta kot tudi granulat expandirane plute v veliki večini izvirata iz Portugalske. Obstoječi postopek izdelave ekspandirane plute je na Portugalskem v uporabi nekaj več kot 20 let, spremenil se je predvsem vir energije za obdelavo. Kot 92% vir energije se pri obdelavi uporabi zunanja plast skorje hrasta plutovca, ki ima izredno čisto zgorevanje, preostalih 8% pa elektrika, ki izvira predvsem iz vetrnih elektrarn.
Zaradi velike potrebne količine surovine se za izdelavo ekspandirane plute uporablja predvsem pluta nižje kvalitete, v nekaj odstotkih pa se dodaja že uporabljeni - reciklirani material.

## POSTOPEK PREDELAVE V EKSPANDIRANO PLUTO
Postopek se začne s pridobivanjem surovine (skorje hrasta plutovca). Po intervalu 9. let skorjo drevesa olupijo posebej usposobljeni delavci s temu namenjenimi sekirami, saj samega drevesa pri tem ne smejo poškodovati. Sezona “žetve” je po navadi avgust, saj je zaradi sušnejšega obdobja skorja drevesa lažje odstranljiva. Za tem se skorja sortira po kvaliteti, saj se najkvalitetnejši najmanj porozen del uporabi za izdelavo delikatnejših izdelkov, kot so npr. zamaški za kvalitetnejša vina. Po lupljenju drevo za evidenco oštevilčijo z letnico lupljenja. Kmalu po lupljenju se skorja drevesa prične obnavljati, po 9. letih pa je drevo pripravljeno na ponovno lupljenje.
Ko surovina prispe k proizvajalcu ekspandirane plute jo pustijo ležati nekaj tednov, da kasneje lažje ločijo skrajno skorjo. Skrajno skorjo med kasnejšim procesom uporabijo za segrevanje kotlov za paro za kasnejši proces ekspandiranja.  
Ko odstranijo skrajno skorjo sledi postopek čiščenja. Surovino čistijo s pomočjo sit, magnetov prepihovanja in ročnega pregleda. Tako prečiščeno surovino nato zmeljejo na primerno granulacijo in pridobljeni granulat ponovno čistijo s pomočjo prepihovanja.
Ko s pomočjo prepihovalne naprave za čiščenje surovino izpihnejo v drugo proizvodno halo sledi faza ekspandiranja. Tam pripravljen in očiščen granulat plute v debelini nekaj centimetrov nasujejo v primerne kalupe. V te kalupe spustijo paro katero proizvedejo v kotlu ogrevanem s pomočjo prej omenjenih ostankov skrajno zunanje plasti skorje hrasta plutovca. V pičlih nekaj sekundah takšne parne obdelave iz omenjenih nekaj centimetrov naravnega granulata zraste blok ekspandirane plute v dimenziji cca. 110x60x40cm. Granule, ki sestavljajo blok pa med seboj veže le naravna suberinska smola, katero med samim postopkom izloči pluta. Zaradi temperature vbrizgane pare so po postopku v notranjosti bloka vidni goreči delci ostankov “nečistoč”. Iz varnostnih razlogov tako ogret blok ekspandirane plute po tekočem traku odpotuje do komore, kjer vanj prodre 72 igel s pomočjo katerih vanj vbrizgajo hladno vodo z namenom hitrega ohlajanja ter dimenzijskega stabiliziranja.
Tako pripravljen blok je že primeren za razrez v končni proizvod. Razrezu, ki poteka avtomatizirano sledi avtomatiziran proces preverjanja dimenzij in kakovosti izdelka. Faza preverjanja kakovosti je pomemben del procesa, saj je kljub izredno naprednim tehnološkim procesom predmet obdelave vendarle izdelek narave, ki je nemalokrat izvirna pri svojih kreacijah.
Kakovost izdelkov proizvajalci dnevno preverjajo v naprednih laboratorijih, kjer za zagotavljanje najboljših rezultatov dnevno preverjajo parametre kakovost, kot so dimenzijska stabilnost, ognjevarnost in mehanska odpornost. Impresiven test, katerega izvajajo je testiranje prežganja materiala. Primer testa: Po 5. minutah uporabe plamena s 400oC pravokotno na 4cm debelo ploščo material ob stiku z ognjem sicer žari kot pregreto jeklo. Vendar temperatura materiala na drugi strani ostane skoraj nespremenjena. Čutiti je le odvajanje pare, ki ne vsebuje ogljikovega dioksida ter ima vonj podoben vaniliji.

## UPORABA EKSPANDIRANE PLUTE V GRADBENIŠTVU
V zadnjih desetletjih so se z ekonomskim standardom spremenili tudi standardi bivanja. Kar je bilo še pred nekaj desetletji samo peščici dosegljivi luksuz je danes osnovno pravilo bivanja. Z naraščujočim ekološkim osveščanjem v sodobnem svetu se je zelo spremenil tudi sam način gradnje in predvsem uporabljeni materiali. Na podlagi okolju prijazne proizvodnje možnosti recikliranja in izjemnih lastnosti je tu svoje mesto našla tudi pluta, ki se v gradbeništu pojavlja predvsem kot ekspandirana pluta ali kot granulat.
Material združuje več izjemnih in edinstvenih lastnosti kot so termo-izolativnost, zvočna izolativnost, izjemno blaženje udarnega zvoka, ob vsem pa material nima omejene obstojnosti. Po raziskavah neodvisnih laboratorijev CSTB (Francija) ter LNEC (Portugalska) je material ob izpostavljenosti ekstremnim vremenskim vplivom po 50 letih uporabe ohranil vse lastnosti ob izdelavi.
Po predhodno opisanem 100% naravnem proizvodnem procesu je material pripravljen za takojšno uporabo v več gradbenih fazah z namenom doseganja različnih namenov. Ne glede na namembnost, pa material odlikujejo lastnosti, kot so toplotna izolativnost, zvočna izolativnost gostota, masa, dimenzijska stabilnost in nenazadnje neomejena obstojnost. Po testih, ki so simulirali 45-50 letno uporabo, je material ohranil nespremenjene lastnosti. Poleg neomejene obstojnosti pa je material 100% primeren za reciklažo in morebitno naknadno uporabo v gradbeništvu.